# 1189
| Calendário gregoriano                                                        | 1189 MCLXXXIX                                        |
| Ab urbe condita                                                              | 1942                                                 |
| Calendário arménio                                                           | 638 – 639                                            |
| Calendário bahá'í                                                            | -655 – -654                                          |
| Calendário budista                                                           | 1733                                                 |
| Calendário chinês                                                            | 3885 – 3886 Início a 19 de janeiro (aproximadamente) |
| Calendário copta                                                             | 905 – 906                                            |
| Calendário etíope                                                            | 1181 – 1182                                          |
| Calendários hindus - Vikram Samvat - Calendário nacional indiano - Cáli Iuga | 1244 – 1245 1110 – 1111 4289 – 4290                  |
| Calendário Holoceno                                                          | 11189                                                |
| Calendário islâmico                                                          | 585 – 586                                            |
| Calendário judaico                                                           | 4949 – 4950                                          |
| Calendário persa                                                             | 567 – 568                                            |
| Calendário rúnico                                                            | 1439                                                 |
| Calendário solar tailandês                                                   | 1732                                                 |

1189 (MCLXXXIX na numeração romana) foi um ano comum do século XII do Calendário Juliano, da Era de Cristo, a sua letra dominical foi A (52 semanas), teve início a um domingo e terminou também a um domingo.
No reino de Portugal estava em vigor a Era de César que já contava 1227 anos.
| Ano completo                    |
| ------------------------------- |
| Ano comum com início ao domingo |

## Eventos
- 21 de Janeiro Filipe II de França, Ricardo I de Inglaterra, o príncipe Ricardo Coração de Leão e Frederico I Barba Ruiva, imperador da Alemanha, reúnem os seus exércitos dando início à Terceira Cruzada.
- Início do cerco de Acre.
- Ricardo, Coração de Leão sobe ao trono de Inglaterra, sucedendo a Henrique II.
- Rendição da cidade de Silves. Sancho I restaura as dioceses visigóticas de Ossónoba e Egitânia e transfere-as para Silves.
- Sancho I passa a intitular-se Rei de Portugal e dos Algarves.
- Frederico I Barba Ruiva parte de Ratisbona à frente de 100 mil cruzados.
- Início do Trovadorismo em Portugal, dando origem ao primeiro período da literatura portuguesa.

## Mortes
- 6 de Julho - Henrique II de Inglaterra.
- 4 de Março - Humberto III de Saboia n. 1135, foi Conde de Saboia.
- Lope Iñiguez de Mendonça, n. 1140, 1º Senhor de Mendonça.
- Ruggero Visconti, Senhor de Milão (n. 1130)